# 선거의 4원칙
선거 4원칙이란 대부분 현대 민주국가가 선거제로서 채택한 보통 선거·평등 선거·직접 선거·비밀 선거 4대 원칙을 말한다. 여기에 자유 선거 원칙을 덧붙여 선거 5원칙이라고 하기도 한다. 다만 국토가 너무 넓고 한 나라 안에서도 시차가 생기는 나라인 러시아 (시간대 11개), 오스트레일리아 (시간대 3개), 멕시코 (시간대 3개), 미국 (시간대 6개)이나 캐나다 (시간대 5개) 등 일부 국가에서는 직접 선거 대신 간접 선거를 채택하기도 한다.